# AAUSAT-II

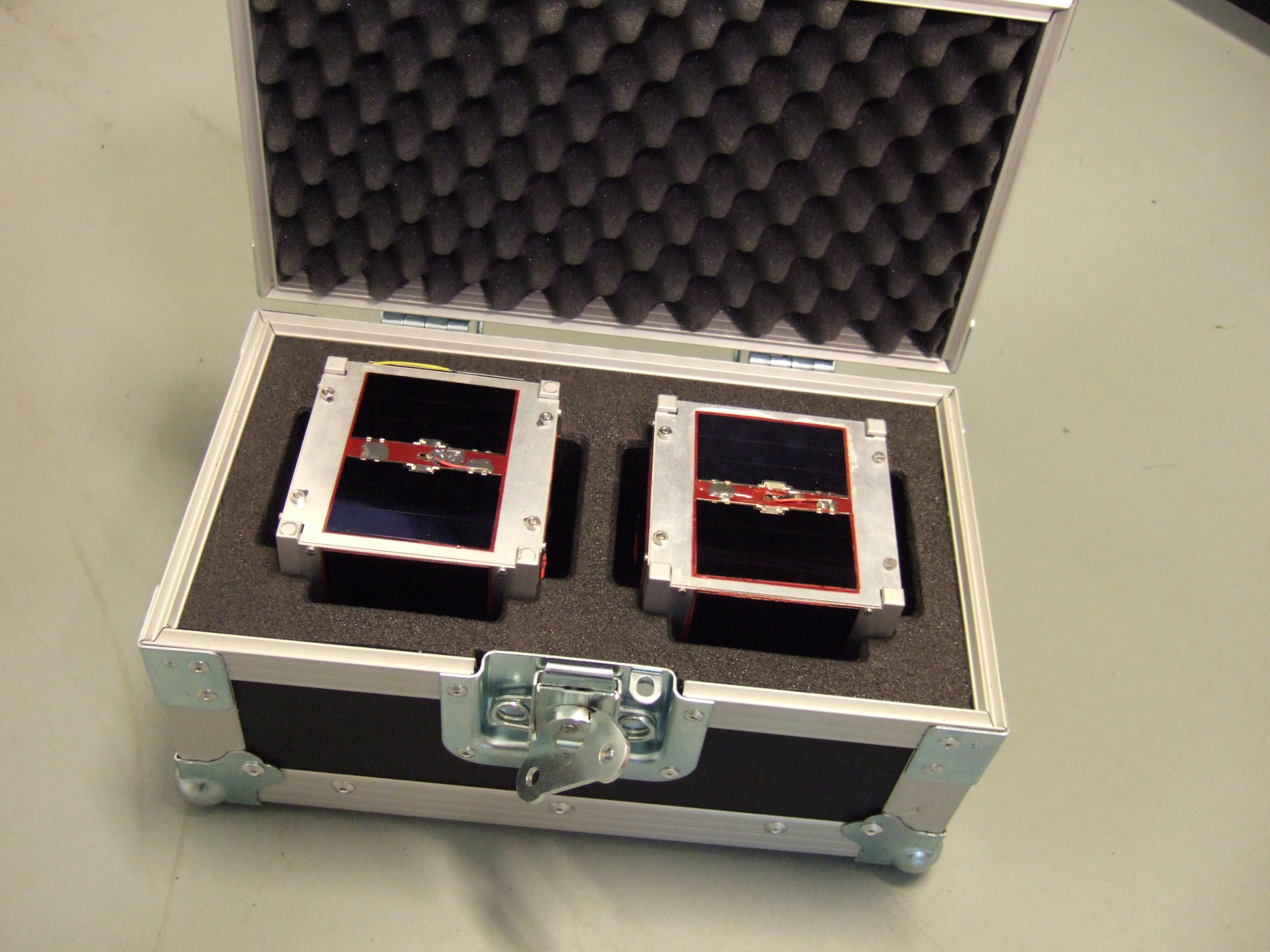
AAUSAT II em terra

O AAUSAT-II é um satélite artificial dinamarquês lançado em 28 de abril de 2008 por um foguete PSLV a partir do Centro Espacial de Satish Dhawan, na Índia.

## Características
O AAUSAT-II é um satélite do tipo CubeSat, entrando na categoria de nanossatélite, e sua missão é testar sensores para estabilização nos três eixos e fazer medições da radiação através de um medidor de raios gama.